# Dodge ZEO
O Dodge Zeo foi um carro conceito construído pela Dodge. O carro foi exibido em 14 de janeiro de 2008 no Salão Internacional do Automóvel da América do Norte de 2008.
O Zeo era uma perua esportiva para quatro passageiros, movida por um único motor elétrico de 268 cv (200 kW) com bateria de íons de lítio. Com tração traseira, pode acelerar de 0 a 97 km/h em 5,7 segundos. O veículo teria um alcance de 400 km entre cargas.  Apresenta portas de tesoura convencionais na frente e portas de tesoura articuladas traseiras na parte traseira.
Esperava-se que uma versão híbrida plug-in em série tivesse uma autonomia somente elétrica de 64 km.
A empresa disse que esperava terceirizar grande parte da produção. Sem selecionar parceiros e sem ter um cronograma para a produção, o Dodge ZEO nunca foi produzido.